# Ludwigslied
Le Ludwigslied ou Rithmus Teutonicus (en français, « la chanson de Louis ») est un poème écrit en vieux haut-allemand, en l'honneur de la victoire de l'armée franque de Louis III de France sur les Danes (Vikings) le 3 août 881 à Saucourt-en-Vimeu en Picardie. Il est considéré comme l’un des plus anciens témoignages de la langue germanique.

## Contexte historique de la rédaction du texte
Le poème est transcrit dans un manuscrit du IXe siècle du monastère de Saint-Amand, aujourd'hui conservé à la bibliothèque municipale de Valenciennes (Codex 150, f. 141v-143r), sur le même feuillet que la Séquence de sainte Eulalie.
Il a été rédigé dans l'entourage du roi, peu après la bataille et avant la mort du roi Louis III, le 5 août 882 car, dans le poème, ce dernier est présenté comme encore vivant : « Je connais un roi, nommé le seigneur Louis / Qui sert Dieu volontiers, et que Dieu récompense, je le sais. » Pourtant, l'entête du poème Ritmus teutonicus de piæ memoriæ Hluduice rege (« chant franc à la mémoire du roi Louis ») laisse à penser qu'il s'agit d'une copie d'un texte plus ancien, postérieure à la mort du roi.

## Nature du texte
C’est un chant de louange dont la musique est perdue mais dont les cinquante-neuf vers allitérés nous sont parvenus « clandestinement » sur les derniers feuillets d’un recueil de sermons de Grégoire de Naziance. Le texte aurait été destiné à l’édification des hôtes « germanophones » de l'abbaye de Saint-Amand dont l'abbé Gozlin était alors proche de l'entourage royal.
Le poème est d'inspiration chrétienne. Il présente les raids Vikings comme un châtiment divin : Dieu aurait fait que les Hommes du Nord traversent les mers pour rappeler aux Francs leurs péchés, et inspire à Louis de se mettre en guerre pour aider son peuple. Louis prie Dieu avant et après la bataille. Le poème loue la piété du roi. Cependant cela reste un Preislied (de) (chant germanique en l'honneur d'un guerrier), courant dans la tradition orale des peuples germaniques.

## Redécouverte du texte
Le texte fut découvert en 1672, à l'abbaye de Saint-Amand, par Dom Mabillon qui en fit une copie imparfaite et qui confia à Johannes Schilter le soin de l'éditer. Celui-ci le publia en 1696, mais le texte original restait inconnu, Schilter n'ayant travaillé que sur la copie de Mabillon.
Ce n'est qu'en 1837 qu'August Heinrich Hoffmann von Fallersleben retrouva le manuscrit à la Bibliothèque de Valenciennes.